# Mesostenus gravenhorstii
Mesostenus gravenhorstii är en stekelart som beskrevs av Maximilian Spinola 1840. Mesostenus gravenhorstii ingår i släktet Mesostenus och familjen brokparasitsteklar. Inga underarter finns listade i Catalogue of Life.